# Nicktoons MLB
A Nicktoons MLB baseball-videójáték, melyet a High Voltage Software és a Black Lantern Studios fejlesztett és a 2K Games jelentetett meg a 2K Play alkiadó alatt. A játék 2011 szeptemberében jelent meg Nintendo DS, Wii és Xbox 360, illetve 2012 márciusában Nintendo 3DS platformokra. A játék játszható szereplői között a SpongyaBob Kockanadrág, az Invader Zim, a Ren és Stimpy show, a Danny Phantom, a Sheen bolygója, az Avatár – Aang legendája, a Fanboy és Chum Chum és a S.T.R.A.M.M. – A kém kutya című Nickelodeon-sorozatok, illetve a Nintendo 3DS-verzióban ezeken felül a Jimmy Neutron kalandjai sorozatból és a Monkey Quest Nickelodeon-játékból is helyet kapott további két szereplő. A Fecsegő tipegők, a Rocko, a Jaj, a szörnyek!, a Hé, Arnold!, a Hódító hódok, a MacsEb, az A Tigris, a Vissza a farmra és a B, a szuperméh szereplői cameoszerepben feltűnnek a játék töltőképernyőin. A játék a Nickelodeon-szereplőkön felül a valós Major League Baseball-csapatok játékosait is tartalmazza.
Mivel a Nintendo 3DS-átirat hat hónappal a többi verzió után jelent meg, ezért abban kettő további szereplő, illetve több stadion és játékmód is helyet kapott.

## Játszható szereplők
Nicktoons
| Szereplő               | Sorozat                    | Hang                   |
| ---------------------- | -------------------------- | ---------------------- |
| Spongyabob Kockanadrág | SpongyaBob Kockanadrág     | Tom Kenny              |
| Csillag Patrik         | SpongyaBob Kockanadrág     | Bill Fagerbakke        |
| Szandi Csovi           | SpongyaBob Kockanadrág     | Carolyn Lawrence       |
| Languszta Larry        | SpongyaBob Kockanadrág     | Doug Lawrence          |
| Bolygó Hollandi        | SpongyaBob Kockanadrág     | Brian Doyle-Murray     |
| Danny Phantom          | Danny Phantom              | Keith Ferguson         |
| Dudley Kutyus          | S.T.R.A.M.M. – A kém kutya | Jack DeSena            |
| Cica Farkinszki        | S.T.R.A.M.M. – A kém kutya | Grey DeLisle           |
| Sheen Estevez          | Sheen bolygója             | Jeffrey Garcia         |
| Mr. Nesmith            | Sheen bolygója             | Bob Joles              |
| Ultra Lord             | Sheen bolygója             | Jim Cummings           |
| Fanboy                 | Fanboy és Chum Chum        | Tim Dadabo             |
| Chum Chum              | Fanboy és Chum Chum        | Nika Futterman         |
| Aang                   | Avatár – Aang legendája    | Ben Helms              |
| Katara                 | Avatár – Aang legendája    | Mae Whitman            |
| Toph Beifong           | Avatár – Aang legendája    | Jessie Flower          |
| Zuko                   | Avatár – Aang legendája    | Dante Basco            |
| Zim                    | Invader Zim                | Richard Steven Horvitz |
| Gaz Membrane           | Invader Zim                | Melissa Fahn           |
| Ren Höek               | Ren és Stimpy show         | Chris Edgerly          |
| Stimpy J. Cat          | Ren és Stimpy show         | Eric Bauza             |
| Powdered Toast Man     | Ren és Stimpy show         | Corey Burton           |
| The Gilded Yak         | Ren és Stimpy show         | Billy West             |
| Jimmy Neutron          | Jimmy Neutron kalandjai    | Debi Derryberry        |
| Hiro Mightypaw         | Monkey Quest               | —                      |

1. 1 2  Kizárólag a Nintendo 3DS-verzióban

## Fogadtatás
| Összegzőoldal | Értékelés  |
| ------------- | ---------- |
| GameRankings  | 65% (X360) |

| Szerző                | Értékelés  |
| --------------------- | ---------- |
| Nintendo World Report | 8/10 (NDS) |

A GameRankings kritikaösszegző weboldal adatai szerint a játék „megosztott vagy átlagos” kritikai fogadtatásban részesült. Az Operation Sports weboldal szerkesztője 4/10-es pontszámot adott a játék Xbox 360-kiadására, kiemelve, hogy „Ebben az állapotában kizárólag a Nickelodeon-szereplőkért vedd meg vagy ha mindenáron Kinect-baseballjátékkal akarsz játszani. Ellenkező esetben inkább a The Bigs 2-vel lepd meg magad és a gyerekedet, mivel az kidolgozottabb és sokkal több benne a tennivaló. Ha ez megvan, nézzetek meg néhány SpongyaBob-epizódot.” Az Official Xbox Magazine 6,5/10 pontot adott a játékra, kiemelve, hogy „A Nicktoons MLB szórakoztató, azonban semmitmondó, ami a gyerekeknél és a családoknál működhet is.” A Kinect mozgásérzékelő használatát dicsérték és egyben kritizálták is, megjegyezve, hogy „az, hogy a karod dőlésszöge határozza meg a dobástípust egyenesen zseniális – azonban sajnálatos módon az alkalmankénti hibák (például az olyan ütőlendítések, melyeket nem is kezdeményeztél) lelohasztják a kivitelezést.”
A negatív kritikák mellett néhány pozitívabb is megjelent; a 123Kinect szerkesztője szerint „Ha magadnak veszed meg és idősebb vagy akkor olyan 6/10 pont körüli a játék, fel fognak tűnni a hibák, amik miatt én 7/10-re értékeltem a játékot, ami egyike az is-is címeknek. Semmi esetre sem lehet igazi MLB-játéknak nevezni, azonban mégis előrelépés a helyes irányba.” Az Anime Courtyard szintén 7/10-es pontszámot adott a játékra, megjegyezve, hogy „Összegzésként azt tudom mondani, hogy a Nicktoons MLB nem egy lenyűgöző játék, de nem is rossz választás, ha egy bonyodalmak nélküli baseballjátékot keresel. A gyerekeknek tetszeni fog a játék, ha szeretik a Nicktoonst, illetve természetesen azoknak a felnőtteknek is, akik a kedvenc Nickelodeon-szereplőikkel akarnak nosztalgiázni.” A Nintendo World Report szerkesztője 8/10-re értékelte a játék Nintendo DS-változatát, összegzésként megjegyezve, hogy „A Nicktoons MLB egy leegyszerűsített, ámbár igen szórakoztató baseballjáték. Ne hagyd, hogy a gyerekorientált tálalás elijesszen; ezt a játékot érdemes minden játéktermi stílusú baseballjátékra vágyó személynek kipróbálnia.”

## Fordítás
- Ez a szócikk részben vagy egészben  a   Nicktoons MLB című angol Wikipédia-szócikk ezen változatának fordításán alapul.  Az eredeti cikk szerkesztőit annak laptörténete sorolja fel. Ez a jelzés csupán a megfogalmazás eredetét és a szerzői jogokat jelzi, nem szolgál a cikkben szereplő információk forrásmegjelöléseként.